# Burg Plankenstein
Burg Plankenstein befindet sich im gleichnamigen Ort Plankenstein, etwa 4 Kilometer südwestlich von Texing in Niederösterreich. Die Höhenburg wird im Jahr 1186 zum ersten Mal urkundlich erwähnt und wurde von den Plankensteinern, Lehensleuten der Grafen von Peilstein, erbaut. Der Familienname leitet sich vom Wort blanc (= weiß) ab und bedeutet etwa der vom weißen Stein.

## Geschichte
Die Plankensteiner brachten es im 15. Jahrhundert zu bedeutendem Besitz. Pankraz von Plankenstein besaß unter anderem Peilstein, Freienstein und Sassendorf, war Pfandherr von Weitra und Pfleger von Pöchlarn. Er ließ 1453 die Burg erneuern, wohnte aber nicht dort. Im Bruderzwist zwischen Kaiser Friedrich III. und Herzog Albrecht VI. stand Pankraz von Plankenstein an der Seite des Kaisers, was ihm nach dem Friedensschluss weiteren Machtzuwachs brachte.
Nach langen Jahren wechselvoller Besitzverhältnisse erwarb die Familie Tinti 1713 die Burg. Bartholomäus von Tinti, der 1763 die Schallaburg erworben hatte, starb 1799 im Alter von 96 Jahren auf Plankenstein.

### Verfall
Da seine Familie bereits die Schallaburg bewohnte, wurde Plankenstein aufgegeben und begann zu verfallen. Eine Chronik aus dem Jahr 1800 berichtet: „Plankenstein, zu Anfang des Jahrhunderts noch ein wohlerhaltenes Schloß, wurde Stück für Stück seiner Einrichtung, endlich sogar seiner Fenster und Thüren beraubt. In den Prunkgemächern trieben Wind und Wetter ihr Spiel, die Gemäuer barsten, die Dächer sanken ein und in wenigen Jahrzehnten war das Schloß eine Ruine. Plankenstein ließ sich nicht mehr richten, da die allernöthigste Restaurierung unverhältnismäßig hohe Kosten verursacht hätte. Doch wurde daran wenigstens soviel gethan, daß Kirche und Schule, Pfarrers- und Schullehrerwohnung in der Schloßruine Platz fanden.“
1939 verkaufte die Familie Tinti ihren schwer verschuldeten Besitz samt Plankenstein und der Schallaburg an die Adelsfamilie Nagel-Doornick aus Westfalen, welche auch heute noch in Deutschland Schlösser und Burgen besitzt, so auch das Schloss Vornholz. Ihre Besitztümer wurden nach dem Zweiten Weltkrieg als deutsches Eigentum durch die russische Besatzungsmacht enteignet. Während die Schallaburg als ehemaliger USIA-Betrieb 1955 mit dem Staatsvertrag aufgrund ungeklärter Eigentumsverhältnisse an die Republik Österreich fiel, die sie an das Land Niederösterreich weiterverkaufte, wurde die Burg Plankenstein an die Familie Nagel restituiert.

### Gottesdienste
Bis 1952 fanden in der Burg Gottesdienste statt. Später wurden diese in der neu gebauten Pfarrkirche Plankenstein gefeiert.

### Wiederaufbau
Nachdem die Burg zusehends verfiel und teilweise einstürzte, entschloss sich die Familie Nagel 1975 zum Verkauf an den Architekten Hans-Peter Trimbacher. Mit einem eingearbeiteten Team schaffte es Trimbacher bis Oktober das Hauptdach zu schließen und decken zu lassen, und so die brüchigen Kalksteinmauern rechtzeitig vor Wintereinbruch vor weiteren Einstürzen zu schützen. Trimbacher investierte mind. 15 Mill. Schilling in die Sanierung und den Wiederaufbau. 2008 stand die für Führungen geöffnete Burg, die neben diversen Veranstaltungsräumen auch 40 Gästezimmer aufwies, für 1,45 Mio. € zum Verkauf.

## Bildergalerie

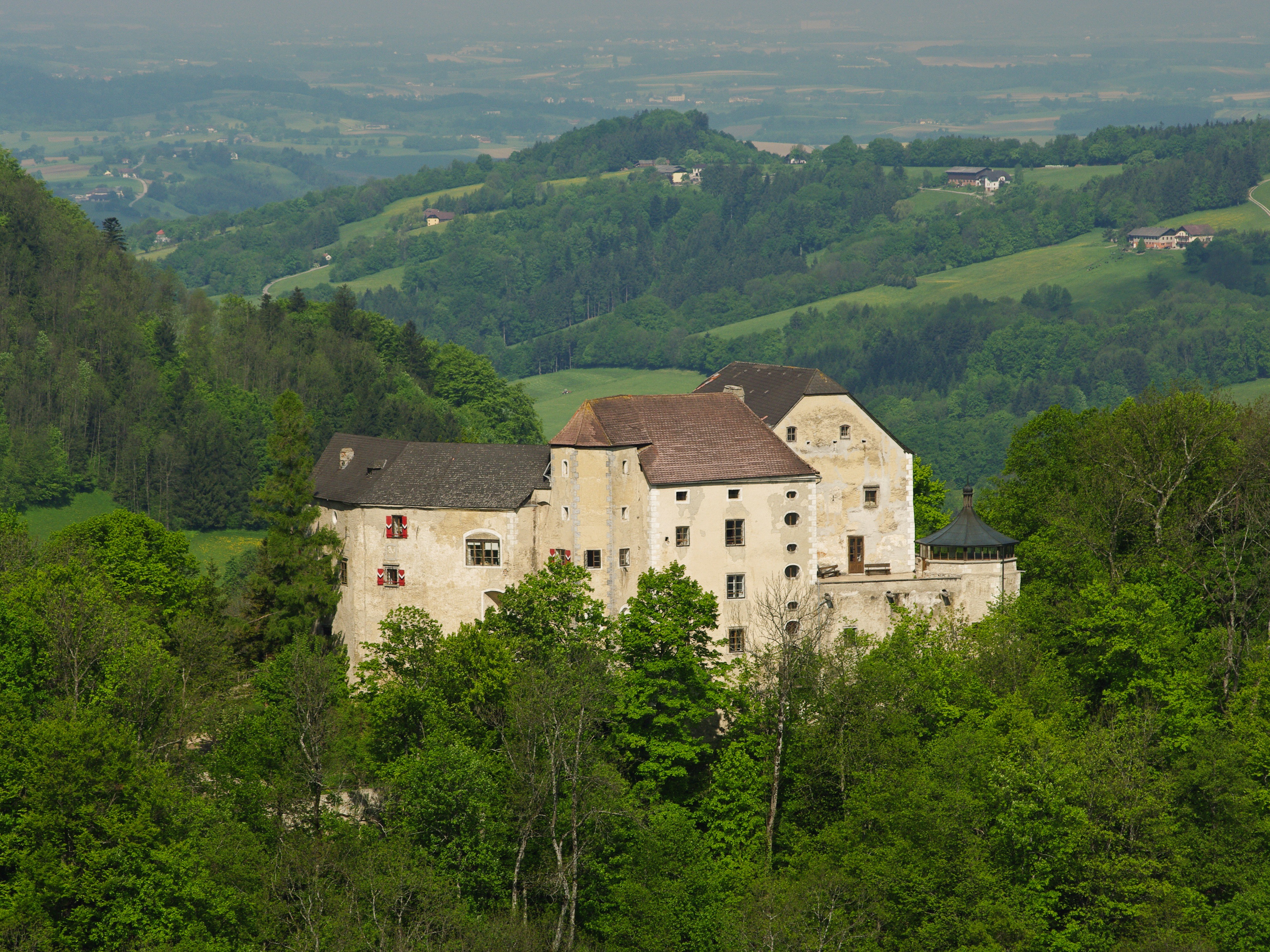
Ostansicht der Burg, Mai 2010
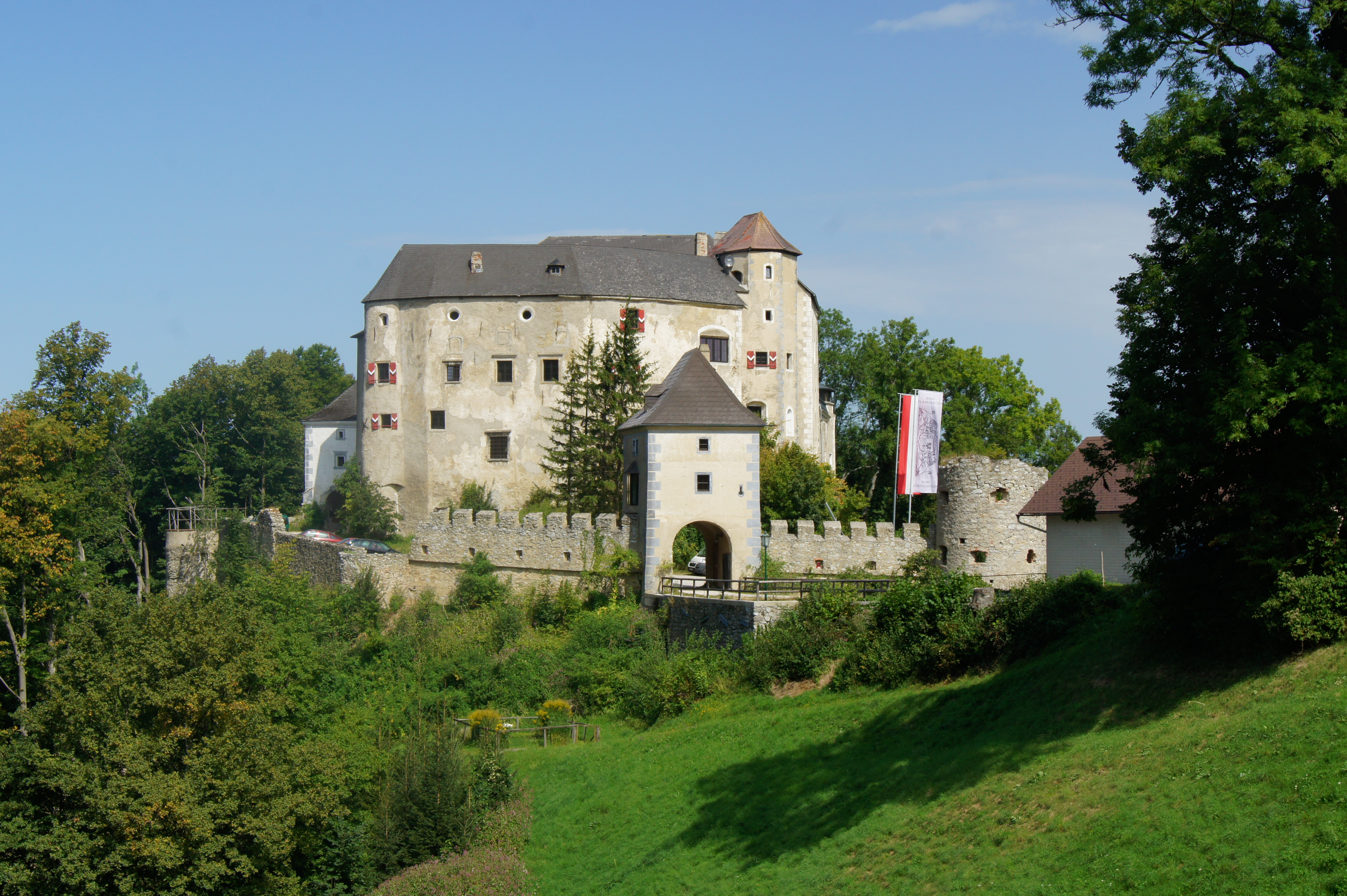
Südansicht der Burg, August 2012
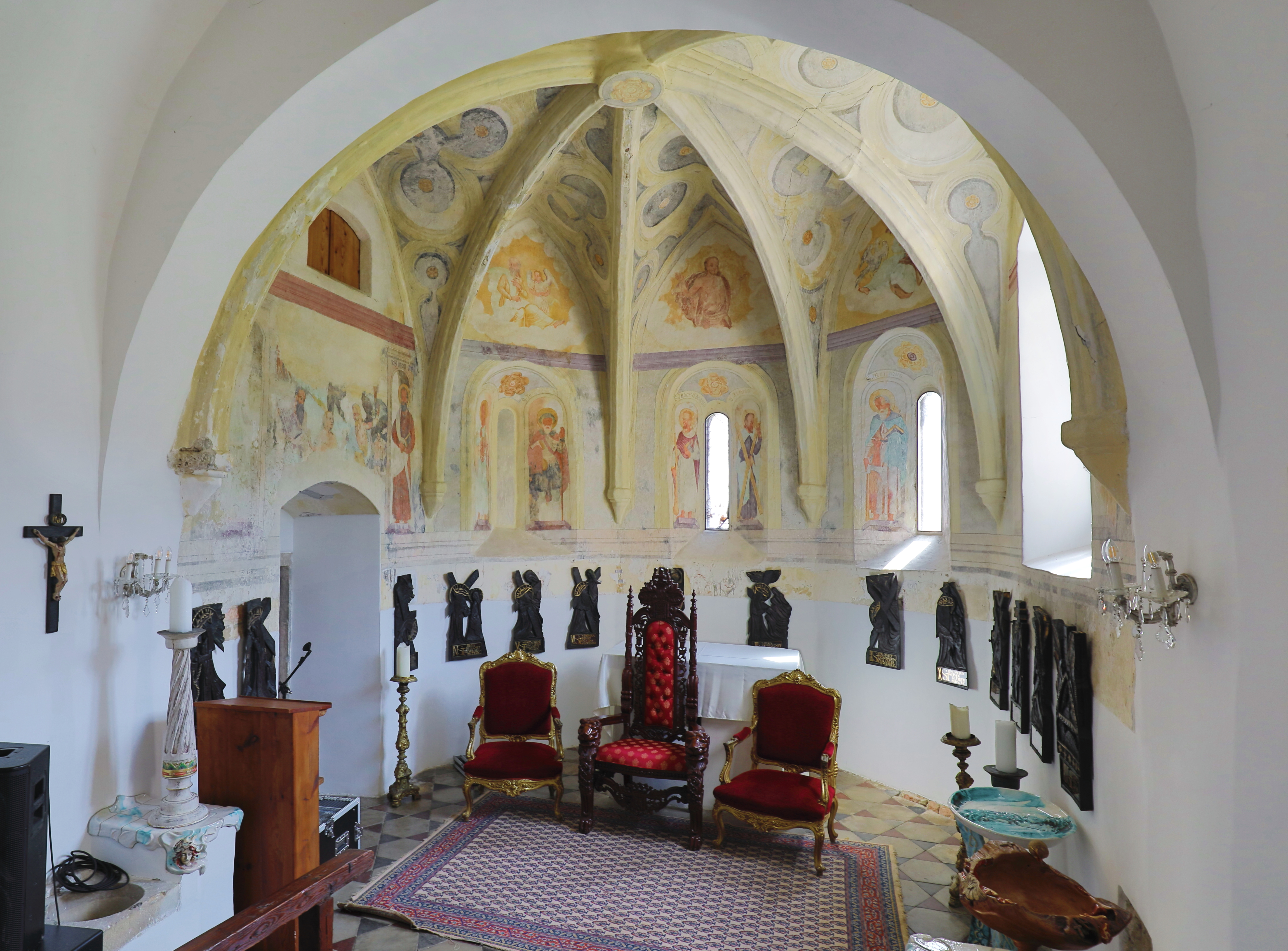
Burgkapelle mit Seccomalereien aus der protestantischen Zeit (um 1570/80)

## Aktueller Betrieb

### Hotelbetrieb
2010 kaufte der Wiener Unternehmer Erich Podstatny Burg Plankenstein. Die Gästezimmer wurden mit modernen Sanitäreinrichtungen und antiken Stücken aus seiner privaten Sammlung versehen. Heute kann man in den individuell gestalteten Gästezimmern übernachten und sich im idyllischen Burghof, im Arkadenhof, der ehemaligen Burgkapelle oder in einem der anderen Veranstaltungsräume wie ein Ritter fühlen. Auch für Wanderer am Nord-Süd-Weitwanderweg wurde die Burg zu einem Stützpunkt.

### Burgtaverne
Die Burgtaverne ist für Gäste täglich geöffnet und es werden vielfältige Speisen und Getränke angeboten.

## Film
- Alte Burgen und ihre neuen Herren in Niederösterreich. Dokumentarfilm, Österreich, 2018, 24 Min., Buch und Regie: Barbara Baldauf, Kamera: Ossi Denkmayr, Helmut Muttenthaler, Produktion: ORF, Reihe: Erlebnis Österreich, Erstsendung: 6. Mai 2018 bei ORF 2, Inhaltsangabe von ORF, online-Video.